# Sany
Sany (właściwie Sany Heavy Industry Co., Ltd.) – międzynarodowe przedsiębiorstwo z siedzibą w Chinach w mieście Changsha, prowincji Hunan, zajmujące się produkcją maszyn budowlanych, dźwigów samochodowych, maszyn górniczych, drogowych i innego ciężkiego sprzętu. To trzecie co do wielkości przedsiębiorstwo produkcyjne w kategorii ciężkich maszyn na świecie. Sany znalazł się także w prestiżowym rankingu Forbesa The Global 2000 zajmując 622 miejsce w 2022 roku. Firma została założona w 1989 roku przez Lianga Wengena, który obecnie jest jej głównym udziałowcem. Sany notowane jest na szanghajskiej giełdzie. 
Nazwa marki „Sany” wywodzi się od transkrypcji na język angielski chińskiego słowa (chin. 三一; pinyin: Sānyī). Słowo to w wolnym tłumaczeniu oznacza „trzy jeden” i jest powiązane z wizją firmy i trzema fundamentami: „Zbudować pierwszorzędne przedsiębiorstwo, wspierać pierwszorzędnych pracowników i wnosić pierwszorzędny wkład w społeczeństwo”. Wszystko ma swoje odzwierciedlenie w logo marki – to trzy połączone ze sobą jedynki.

## Historia
Początki Sany sięgają 1986 roku, kiedy Liang Wengen, Tang Xiuguo, Mao Zhongwu i Yuan Jinhua otworzyli fabrykę materiałów spawalniczych Hunan Lianyuan Welding Material Factory w mieście Lianyuan. W 1991 roku fabryka została przemianowana na Hunan SANY Group Co., Ltd., a siedzibę firmy przeniesiono do miasta Changsha.
W 1994 roku przedsiębiorstwo produkcyjne zmieniło nazwę, która obowiązuje do dzisiaj – Sany Heavy Industry Co., Ltd. W tym samym roku firma wprowadziła na chiński rynek pierwszą wysokociśnieniową samochodową pompę do betonu o dużej pojemności skokowej.
W 2003 roku spółka zadebiutowała na Szanghajskiej Giełdzie Papierów Wartościowych.
W 2011 roku firma osiąga duży sukces, zajmując 431. miejsce w rankingu FT Global 500.
W 2012 roku spółka Sany Heavy Industry Co., Ltd. przejęła niemieckiego producenta maszyn do betonu Putzmeister. Kilka miesięcy później dochodzi do współpracy Sany z austriackim producentem ciężkich maszyn Palfinger w zakresie produkcji żurawi montowanych na samochodach ciężarowych.
Rok 2021 przyniósł spółce sukcesy w skali światowej – uplasowała się na 1. miejscu w Chinach oraz 2. na świecie w produkcji ciężkiego sprzętu budowlanego.

## Działalność
W obrębie Grupy Sany znajdują się spółki zależne oraz podmioty:
- Sany Heavy Industry – produkcja maszyn budowlanych, do budowy dróg, samochodów ciężarowych, samochodów do przewozu mieszanki betonowej (betonowóz), dźwigów samochodowych, maszyn do wbijania pali.
- Sany International Holdings – produkcja ciężkiego sprzętu do wydobycia węgla oraz sprzętu portowego.
- Sany Heavy Energy – badania nad energią odnawialną – wiatrową oraz zrównoważonym rozwojem
- Sany PC – spółka związana z rynkiem nieruchomości.
- Sany Finance – spółka działająca w obszarze usług finansowych.
- iRootech – spółka związana z branżą technologiczną. Głównym profilem działalności jest gromadzenie i analiza danych, badanie sztucznej inteligencji i wirtualnej rzeczywistości.
- Sany Europe – spółka z siedzibą w Bedburgu w Niemczech, odpowiedzialna za produkcję dźwigów portowych i maszyn budowlanych.
- Sany America – spółka z siedzibą w Peachtree City, stanie Georgia skoncentrowana na sprzedaży, rozwoju i serwisowaniu sprzętu przemysłowego.
- Sany India – spółka działająca na terenie Indii i Azji Południowej, skupia się na produkcji i sprzedaży maszyn budowlanych, maszyn do betonu, koparek oraz sprzętu związanego z produkcją energii odnawialnej (generatory turbin wiatrowych).
- Sany America Latina – sprzedaż maszyn budowlanych na terenie Ameryki Południowej, głównie w Kolumbii, Argentynie, Brazylii i Peru.
- Putzmeister – spółka niemiecka przejęta przez Grupę Sany w 2012 roku. Profil działalności to produkcja sprzętu i maszyn do betonu.
- Sany-Palfinger – umowa o współpracy firmy Sany i Palfinger w zakresie produkcji i sprzedaży osprzętu do samochodów ciężarowych do załadunku i przeładunku.
- Sany Canada – spółka z siedzibą w Oakville zajmuje się sprzedażą sprzętu budowlanego, portowego i przeładunkowego.
- Sany Australia – spółka z siedzibą w Truganinie, dostarcza maszyny budowlane na terenie Australii i Nowej Zelandii.
- Sany Italy – spółka z siedzibą w Venaria Reale, prowincja Turyn zajmuje się sprzedażą maszyn budowlanych na terenie Europy.
- Sany UK & Ireland – spółka z siedzibą w Glasgow, zajmuje się dystrybucją maszyn budowlanych na terenie Anglii, Walii i Irlandii.